# غوزان (بالش)
غوزان (بالفارسية: گوزان) هي قرية تقع في إيران في البلدة المركزية. يقدر عدد سكانها بـ 40 نسمة بحسب إحصاء 2016.